# Troutville (Virginie)
Pour les articles homonymes, voir Troutville.
Troutville est une ville située dans le comté de Botetourt, dans l'État de Virginie, aux États-Unis. Au recensement de 2010, elle avait une population de 431 habitants.

## Source
- (en) Cet article est partiellement ou en totalité issu de l’article de Wikipédia en anglais intitulé « Troutville, Virginia » (voir la liste des auteurs).